# Universidad de Estudios Internacionales de Sichuan

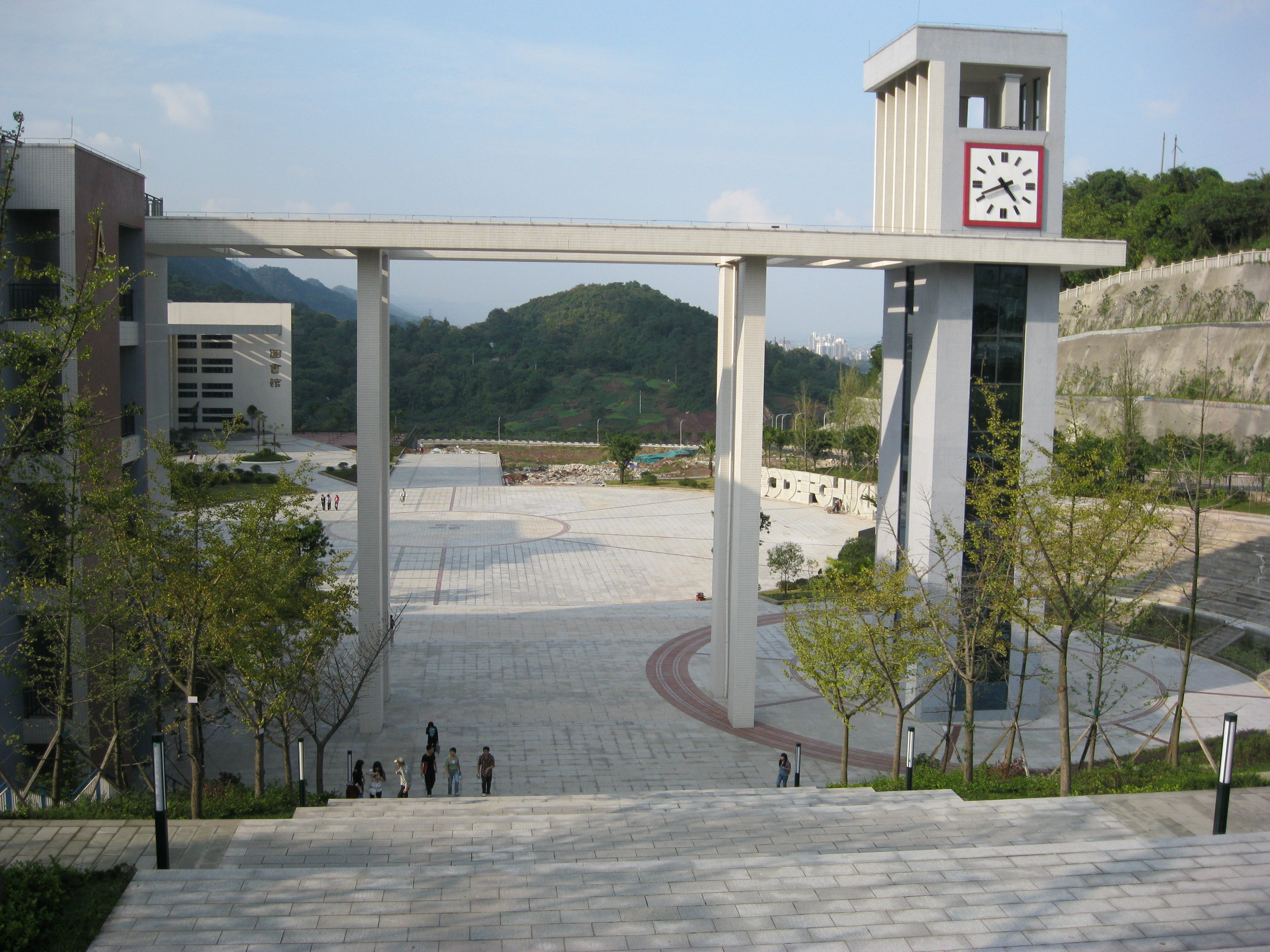
Universidad de Estudios Internacionales de Sichuan

La Universidad de Estudios Internacionales de Sichuan (四川外国语大学, en inglés Sichuan International Studies University, o SISU) es una universidad en el Distrito de Shapingba, Chongqing. Tiene una programa de lenguas extranjeras. La universidad se estableció en el abril de 1950.